# Pieni Takkasaari
Pieni Takkasaari är en ö i Finland. Den ligger i sjön Mouhijärvi och i kommunen Sastamala i den ekonomiska regionen  Sydvästra Birkaland och landskapet Birkaland, i den sydvästra delen av landet, 190 km nordväst om huvudstaden Helsingfors. Öns area är 1,4 hektar och dess största längd är 140 meter i sydväst-nordöstlig riktning.